# Пичервара (Болоња)
Пичервара (итал. Picervara) је насеље у Италији у округу Болоња, региону Емилија-Ромања.
Према процени из 2011. у насељу је живело 20 становника. Насеље се налази на надморској висини од 787 м.